# Петровское (Рамешковский район)
Петро́вское — деревня в Рамешковском районе Тверской области, сельское поселение Ильгощи.
Расположена на острове среди Оршинско-Петровских озёр: с запада — озеро Глубокое, с востока — залив Озерце озера Великого, южнее деревни остров омывается озером Белым. Сами озёра находятся в центре крупнейшего в Тверской области болотного массива Оршинский Мох.
Рядом находятся ещё 2 деревни — Заречье и Остров. Все три островные деревни называют Петроозерье.
Добраться сюда автотранспортом можно только по зимнику (2-4 месяца в году), в остальное время только пешком или часть пути водой на лодке. До ближайшего села Сутоки около 11 км, до Твери по прямой всего 40 км.
C начала 2000-х годов постоянного населения в Петровском нет. Опустели и соседние деревни.

## История
Из писцовой книги 1539 года известно, что Петроозерье входило в Шезский стан, население платило оброк Тверскому Великому князю Симеону Бекбулатовичу. Все озёра были взяты на учёт и сдавались крестьянам на оброк в 25 рублей за год. В это же время здесь существовал монастырь. В XVII веке, во времена раскола, сюда бежали старообрядцы. В XVIII веке монастыря и раскольников уже нет, в 1724 году в селе Петровском построена деревянная, рубленая в крюк, Казанская церковь (разобрана в 1950-х годах).
В 1859 году Петровское — владельческое село, 10 дворов, 101 житель. В 1887 году село Петровские Озёра центр Петровско-Озерского прихода Горицкой волости Корчевского уезда, в нём 13 дворов, 74 жителя.
В 1900 году в селе и двух деревнях Петроозерья было 48 дворов, проживало 352 человека. Островитяне занимались земледелием, рыбной ловлей, сбором брусники и клюквы. Занимались местными промыслами: делали лодки, плели сети. Рыбу и ягоды вывозили зимой и продавали на рынках.
В 1918 году создан Петроозерский сельский Совет, просуществовавший до 1951 года. Во время коллективизации в каждой из деревень были созданы колхозы: в Петровском — им. Кирова, в Острове — им. Челюскина, в Заречье — «Красный моряк». В это время здесь были школа, медпункт, клуб. В 1960 году Петроозерье вошло в состав колхоза «Ильич» с центром в Сутоках.
В 1990-е годы с проложенной в советское время через болота электролинии сняли провода, сгорел мост между Заречьем и Петровским. Деревня Петровское первая лишилась постоянных жителей, затем Остров. В 2010 году один человек жил в Заречье.

## Население
| 1859 | 1887 | 1989 | 2002 | 2010 |
| ---- | ---- | ---- | ---- | ---- |
| 101  | ↘74  | ↘1   | ↘0   | →0   |

## Достопримечательности
Почти исчезнувший удивительный островной мир со своим укладом, со своеобразными постройками.
На сельском кладбище могила неизвестного лётчика (1942 год).